# USS Chevalier (DD-805)
USS Chevalier (DD/DDR-805) là một tàu khu trục lớp Gearing được Hải quân Hoa Kỳ chế tạo vào giai đoạn cuối Chiến tranh Thế giới thứ hai. Nó là chiếc tàu chiến thứ hai của Hải quân Mỹ được đặt theo tên Thiếu tá Hải quân Godfrey Chevalier (1889-1922), một người tiên phong trong lĩnh vực hàng không. Hoàn tất khi chiến tranh đã sắp kết thúc, con tàu tiếp tục phục vụ trong giai đoạn Chiến tranh Lạnh, Chiến tranh Triều Tiên và Chiến tranh Việt Nam cho đến năm 1972. Nó được chuyển cho Nam Triều Tiên và tiếp tục phục vụ cùng Hải quân Cộng hòa Hàn Quốc như là chiếc ROKS Chung Buk (DD-15/DDH-915) cho đến khi bị tháo dỡ năm 2000. Chevalier được tặng thưởng một Ngôi sao Chiến trận do thành tích phục vụ trong Thế Chiến II, rồi thêm chín Ngôi sao Chiến trận khác khi hoạt động trong Chiến tranh Triều Tiên.

## Thiết kế và chế tạo
Chevalier được đặt lườn tại xưởng tàu của hãng Bath Iron Works ở Bath, Maine vào ngày 12 tháng 6 năm 1944. Nó được hạ thủy vào ngày 29 tháng 10 năm 1944; được đỡ đầu bởi bà G. DeC. Chevalier, và nhập biên chế vào ngày 9 tháng 1 năm 1945 dưới quyền chỉ huy của Hạm trưởng, Trung tá Hải quân F. Wolsieffer.

## Lịch sử hoạt động

### USSChevalier
Sau khi hoàn tất chạy thử máy, Chevalier khởi hành từ vịnh Guantánamo, Cuba vào ngày 18 tháng 6 năm 1945 để đi sang khu vực Thái Bình Dương, đi đến Trân Châu Cảng vào ngày 9 tháng 7. Nó lên đường vào ngày 24 tháng 7 để đi sang vùng chiến sự, và đã tham gia đợt bắn phá đảo Wake vào ngày 1 tháng 8 trước khi đi đến Eniwetok vào ngày hôm sau. Nó gia nhập Lực lượng Đặc nhiệm 38 ngoài khơi Honshū vào ngày 18 tháng 8, ba ngày sau khi Nhật Bản chấp nhận đầu hàng, và cùng lực lượng tiến vào vịnh Tokyo vào ngày 26 tháng 8. Chiếc tàu khu trục tiếp tục hoạt động tuần tra và hộ tống hỗ trợ cho hoạt động của lực lượng chiếm đóng tại quần đảo Mariana và Philippines, cho đến khi khởi hành từ Saipan vào ngày 25 tháng 3 năm 1946 để quay trở về Hoa Kỳ, về đến San Diego, California vào ngày 11 tháng 4.
Trước khi xảy ra cuộc xung đột trên bán đảo Triều Tiên, Chevalier đã hoàn tất hai lượt phục vụ tại khu vực Tây Thái Bình Dương, lần lượt vào các năm 1946-1947 và 1948-1949. Giữa các chuyến đi này, nó được bảo trì và huấn luyện cùng các hoạt động tại chỗ từ San Diego. Vào ngày 18 tháng 3 năm 1949, nó được xếp lại lớp như một tàu khu trục cột mốc radar với ký hiệu lườn mới DDR-805, và trong mùa Hè và mùa Thu năm 1949 nó đã hoạt động tại khu vực quần đảo Hawaii.
Trong giai đoạn Chiến tranh Triều Tiên, Chevalier đã hoạt động tại Viễn Đông trong ba đợt, lần lượt từ ngày 6 tháng 7 năm 1950 đến ngày 25 tháng 3 năm 1951, từ ngày 15 tháng 10 năm 1951 đến ngày 31 tháng 5 năm 1952 và từ ngày 2 tháng 1 đến ngày 22 tháng 8 năm 1953. Vai trò chính của chiếc tàu khu trục là hộ tống cho các tàu sân bay nhanh thuộc Lực lượng Đặc nhiệm 77 trong các hoạt động không kích vào các vị trí đối phương tại Bắc Triều Tiên. Nó cũng tham gia các hoạt động tuần tra tại eo biển Đài Loan.
Sau khi có được thỏa thuận đình chiến kết thúc cuộc xung đột, Chevalier vẫn thường xuyên được biệt phái sang hoạt động cùng Đệ Thất hạm đội tại Viễn Đông, xen kẻ với những giai đoạn bảo trì và huấn luyện tại vùng bờ Tây. Nó viếng thăm nhiều cảng tại Viễn Đông cũng như thỉnh thoảng viếng thăm Australia, tham gia tuần tra tại eo biển Đài Loan, và tập trận ngoài khơi Nhật Bản, Okinawa và Philippines. Nó quay trở lại ký hiệu lườn cũ DD-805 vào ngày 13 tháng 7 năm 1962.
Trong cuộc Chiến tranh Việt Nam, Chevalier đã hoạt động bắn phá dọc bờ biển và phục vụ canh phòng máy bay cho các tàu sân bay tại trạm Yankee trong vịnh Bắc Bộ. Từ ngày 9 tháng 5 năm 1972, nó tham gia Chiến dịch Pocket Money, hoạt động thả thủy lôi nhằm phong tỏa các cảng Bắc Việt Nam để ngăn chặn việc vận chuyển tiếp liệu quân sự trong cuộc chiến tranh.

### ROKSChung Buk
Chevalier được chuyển cho Nam Triều Tiên vào ngày 5 tháng 7 năm 1972, và tiếp tục phục vụ cùng Hải quân Cộng hòa Hàn Quốc như là chiếc ROKS Chung Buk (DD-915) cho đến khi ngừng hoạt động và bị tháo dỡ vào tháng 12 năm 2000.

## Phần thưởng
Chevalier được tặng thưởng một Ngôi sao Chiến trận do thành tích phục vụ trong Thế Chiến II, rồi thêm chín Ngôi sao Chiến trận khác khi hoạt động trong Chiến tranh Triều Tiên.